# Нехо II
Нехо II /Nekau/ е вторият фараон от Двадесет и шеста династия на Древен Египет. Син и наследник на Псамтик I, фараонът-обединител на Късното египетско царство.
Нехо II управлява през 610 – 595 г. пр.н.е. в период на вътрешен мир и просперитет за Египет. Той поддържа добри отношения с гръцките градове-държави и насърчава търговията с тях. В много отношения той продължава политиката на своя баща и също като него разчита на военната подкрепа от страна на гръцки и либийски наемници, както и на финикийския флот.

## Военни кампании
Властването на Нехо II съвпада с разгрома на някога могъщата Асирийска империя, съпътствано от бурни политически промени и мащабни военни конфликти в Предна Азия. Почти веднага след възкачването си Нехо II бил призован на помощ от Ашур-убалит II, последния владетел на Асирия, загиваща под ударите на възстановеното Нововавилонско царство в Месопотамия, Медия на изток и скитските племена (кимерийците) от север. През пролетта на 609 г. пр.н.е. фараонът лично повежда войските си към Сирия, но по пътя среща съпротивата на Йосия, царят на Юдея, който блокира настъплението на египетската армия в долината при Мегидо (Армагедон). След като постига победа срещу юдейската войска, Нехо II продължава на север, завладява Кадеш, обединява силите си с тези на асирийския цар и прекосява река Ефрат, ставайки втория фараон от времето на Тутмос III, който достига толкова далеч на североизток. Скоро обаче, след като не успява да превземе крепостта Харан от вавилонците, Нехо II се оттегля в Сирия, вероятно поради опасност от нов конфликт в Юдея. Останал без помощ последният асирийски цар Ашур-убалит II изчезва от историята, а Асирийската държава е окончателно унищожена от вавилонския цар Набопаласар.
Междувременно Нехо II сменя царя на Юдея Йоахаз с Йоаким, след което се оттегля в Египет. През следващите няколко години военните действия между Египет и Вавилон в Сирия се водят с променлив успех. През 605 г. пр.н.е. армията водена от фараон Нехо II търпи решително поражение срещу вавилонския владетел Навуходоносор II в битката при Каркемиш. След това поражение египтяните губят всички територии от Ефрат до Юдея. Нехо е принуден да изостави по-нататъшните си амбиции за завоевания в Близкия изток. Войната между Египет и Вавилон постепенно затихва във второстепенни погранични сражения в Палестина.

## Вътрешна политика
По времето на Нехо II, както твърди Херодот, финикийски моряци наети от фараона извършват тригодишно плаване, обикаляйки около цялото крайбрежие на Африка, тръгвайки от Червено море на юг към екватора. Успеха на подобна експедиция изглежда твърде невероятен за тогавашните възможности на корабоплаването.
През останалата част от своето управление Нехо II насочва вниманието си към амбициозен и, както впоследствие се оказва, разорителен инженерен проект – прокопаването на плавателен канал от Делтата на Нил до Червено море. Прокарването на канала целяло да улесни транспортирането на търговски стоки и войски. Осъществяването на проекта, което било свързано с големи разходи и огромно ангажиране на работна сила, се превърнало в трагедия – след поредица от инциденти в които загиват над 120 хиляди души, строителството на този канал е изоставено.
Нехо II умира 595 г. пр.н.е. и е наследен от своят син Псамтик II, който нарежда името на баща му да бъде изтрито от почетните надписи върху монументите.